# Daphnella interrupta
Daphnella interrupta é uma espécie de gastrópode do gênero Daphnella, pertencente à família Raphitomidae.